# Indobuana Autoraya
PT. Indobuana Autoraya成立于2009年2月，是由富豪汽車和印支美孚集团和双龙汽车和北汽福田汽车股份有限公司共同出资成立。 该公司坐落在雅加达印度尼西亚。

## 主要产品

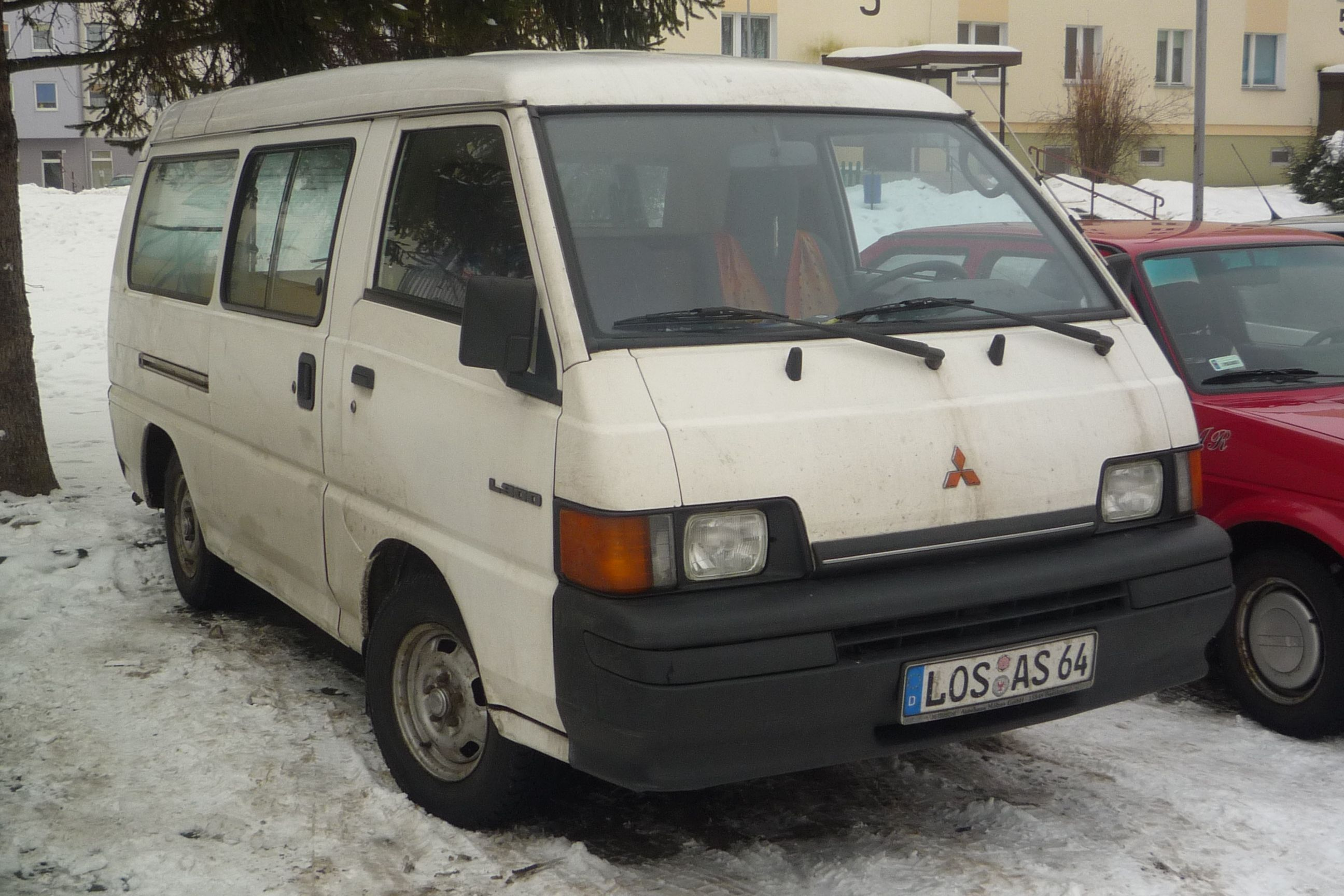
三菱L300 自2009年
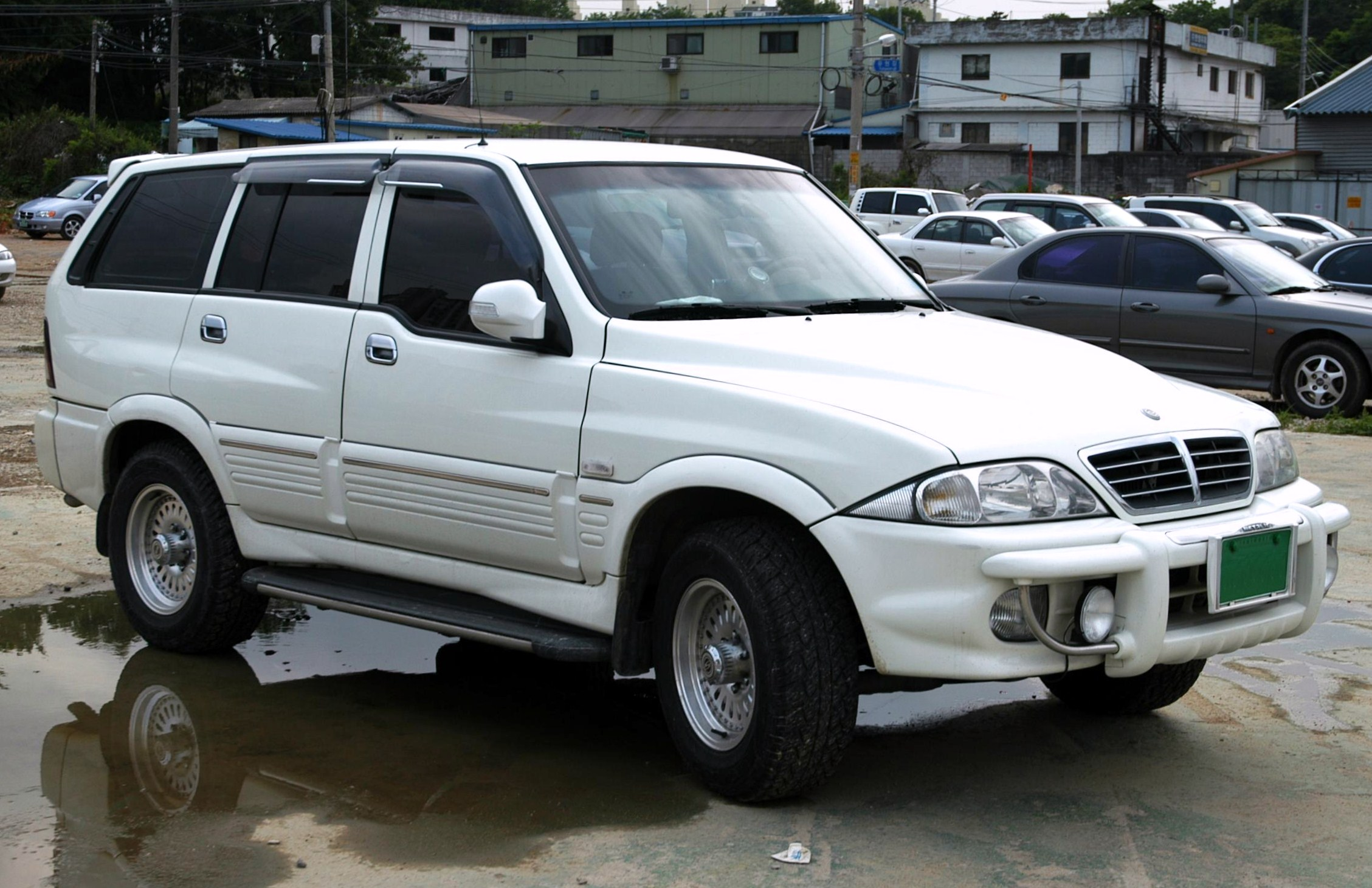
双龙马斯 自2009年
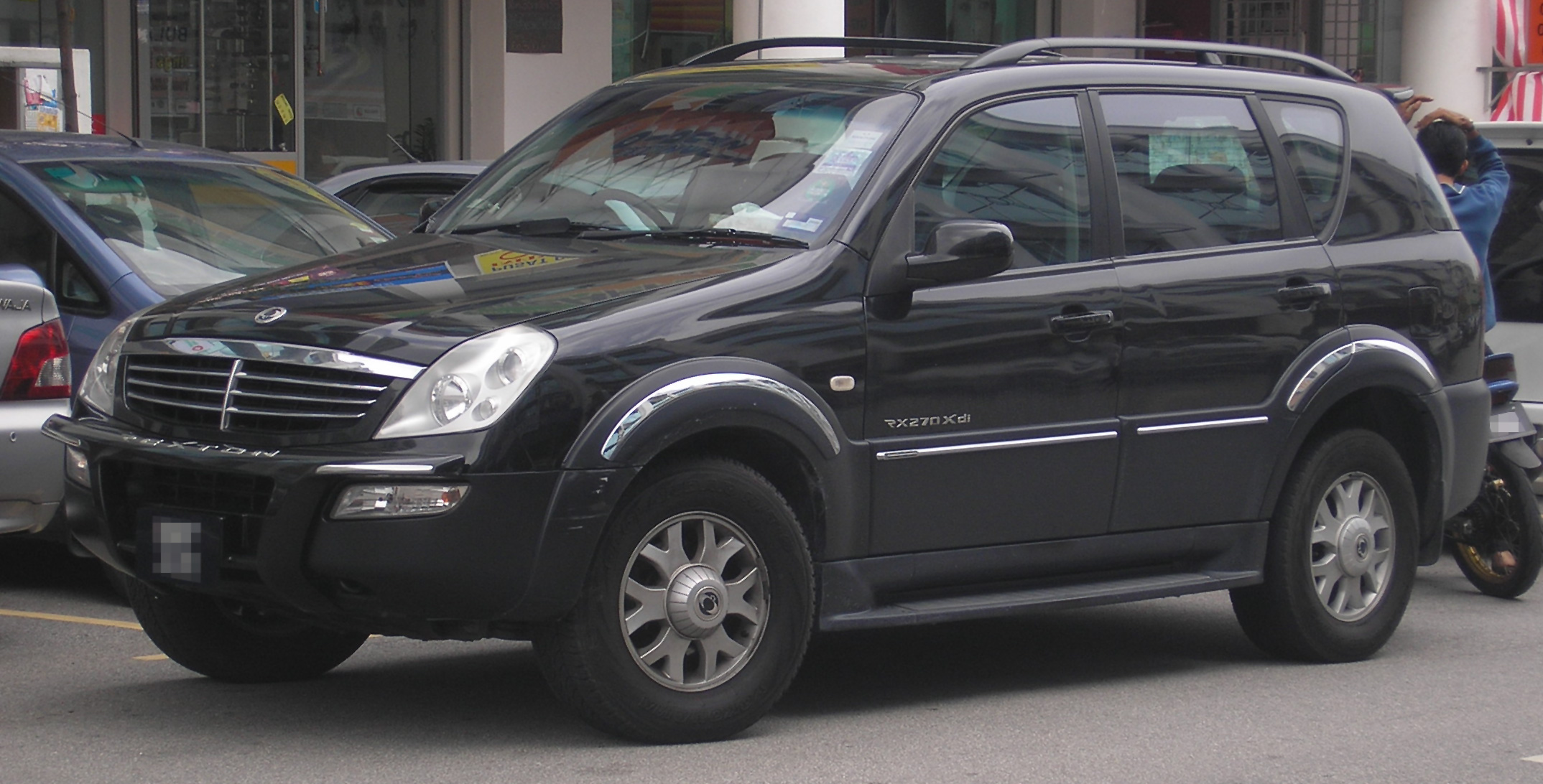
双龙雷克斯顿 自2009年
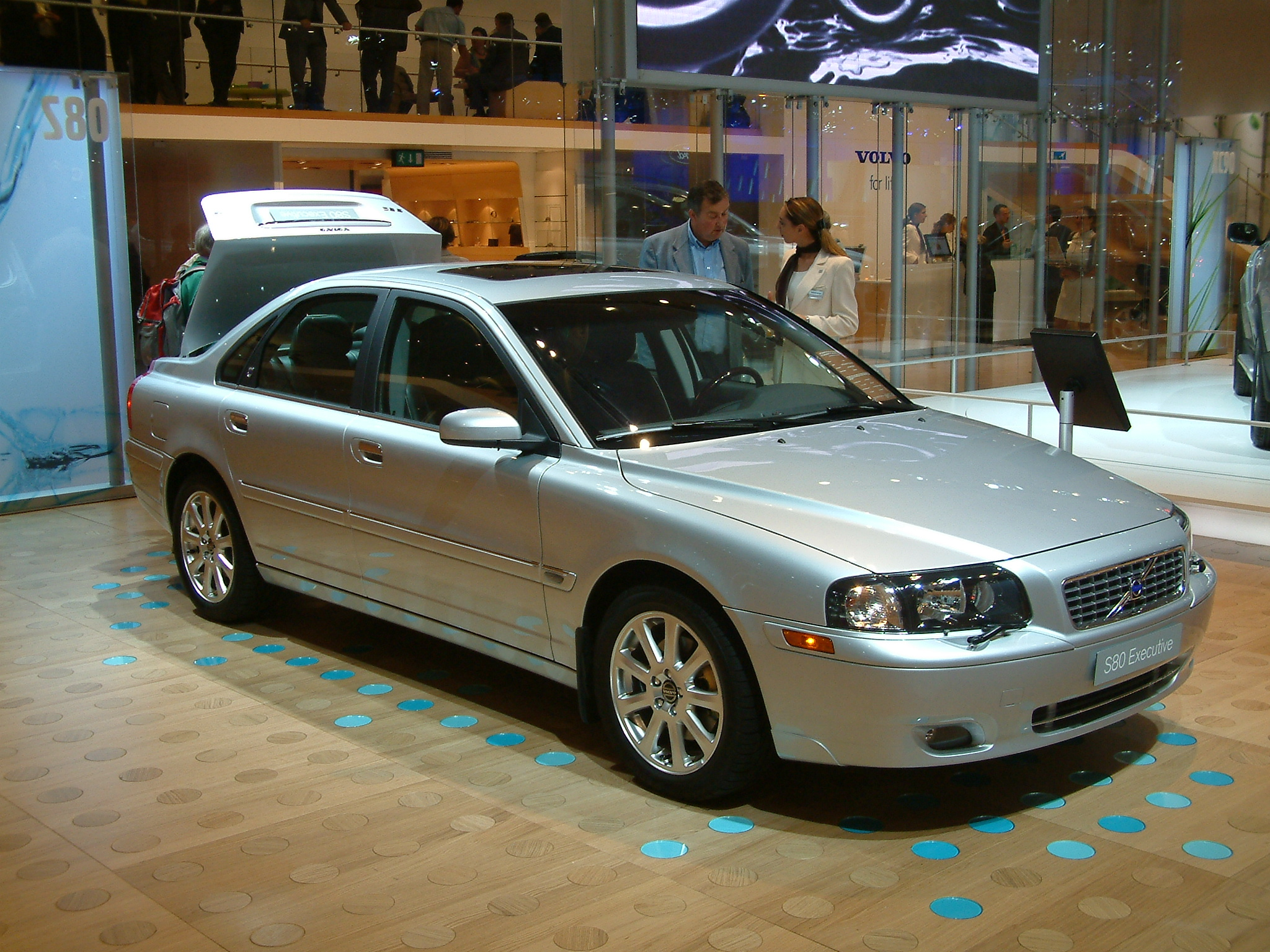
富豪S80 自2009年
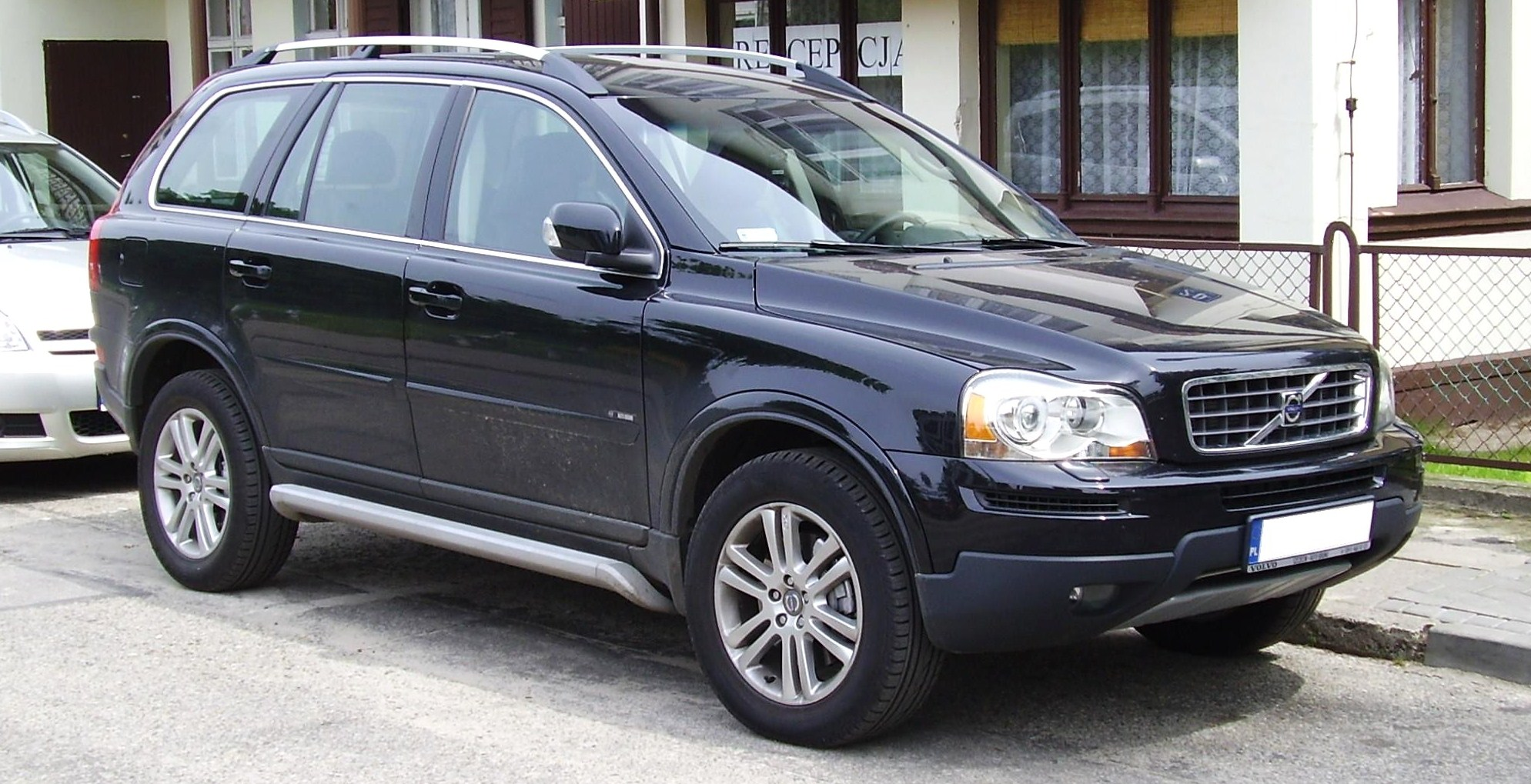
富豪XC90 自2009年
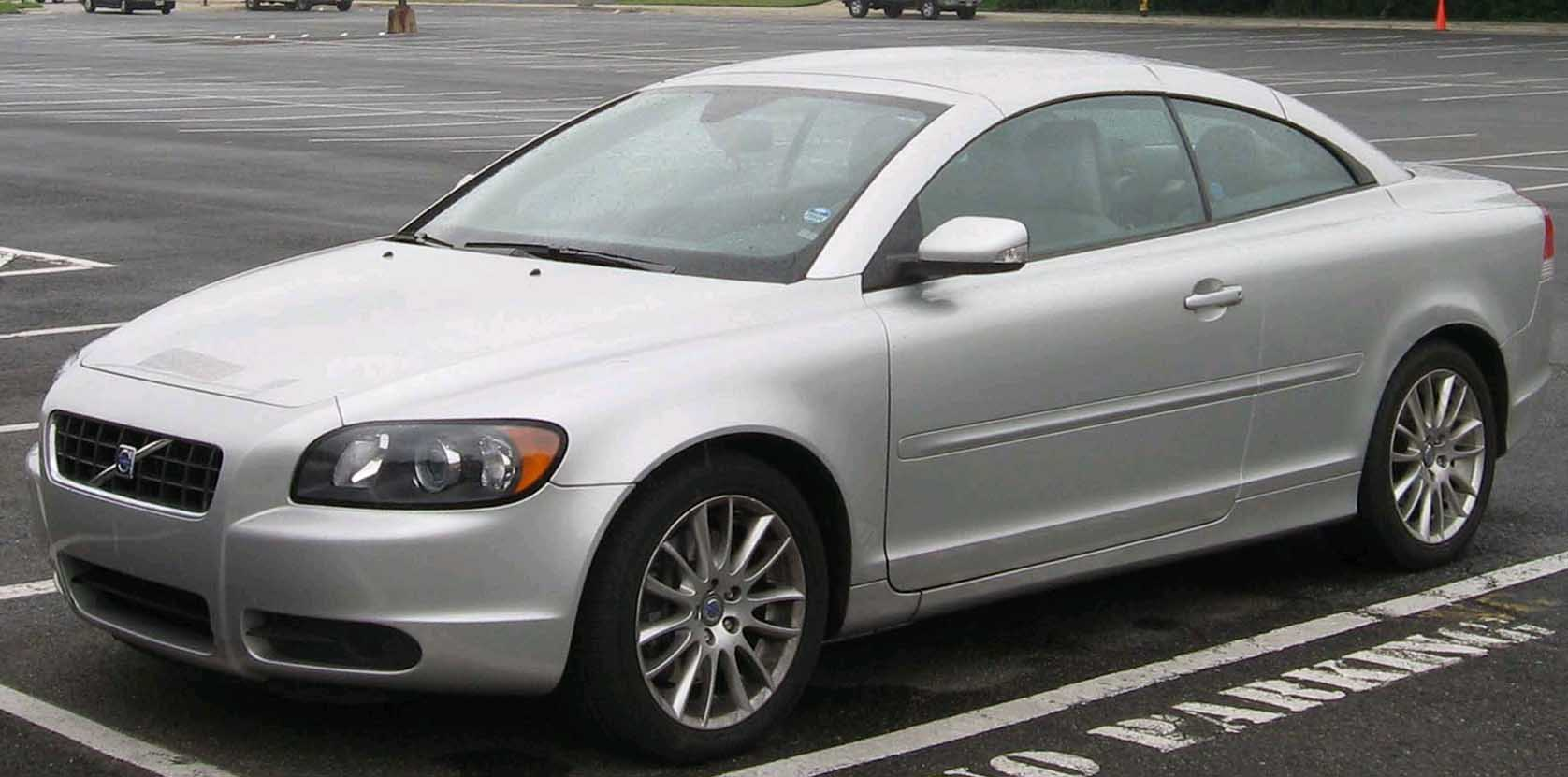
富豪C70 自2010年
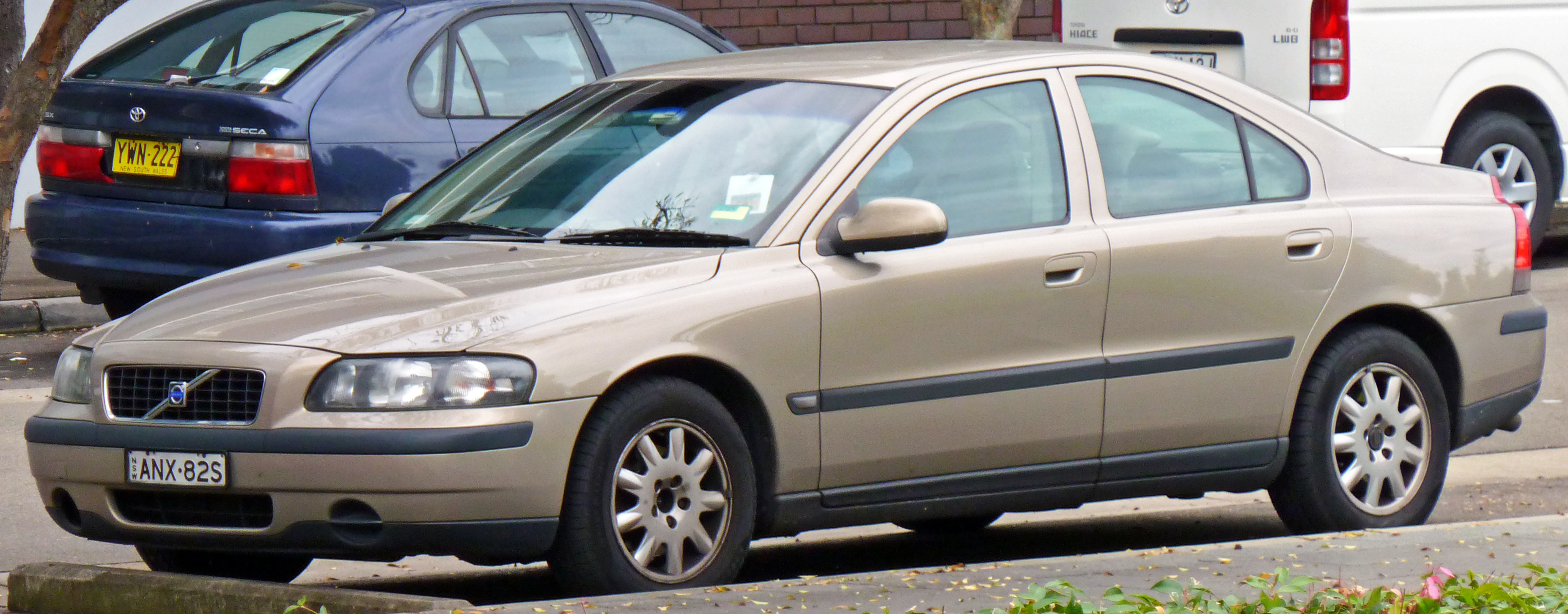
富豪S60 自2010年
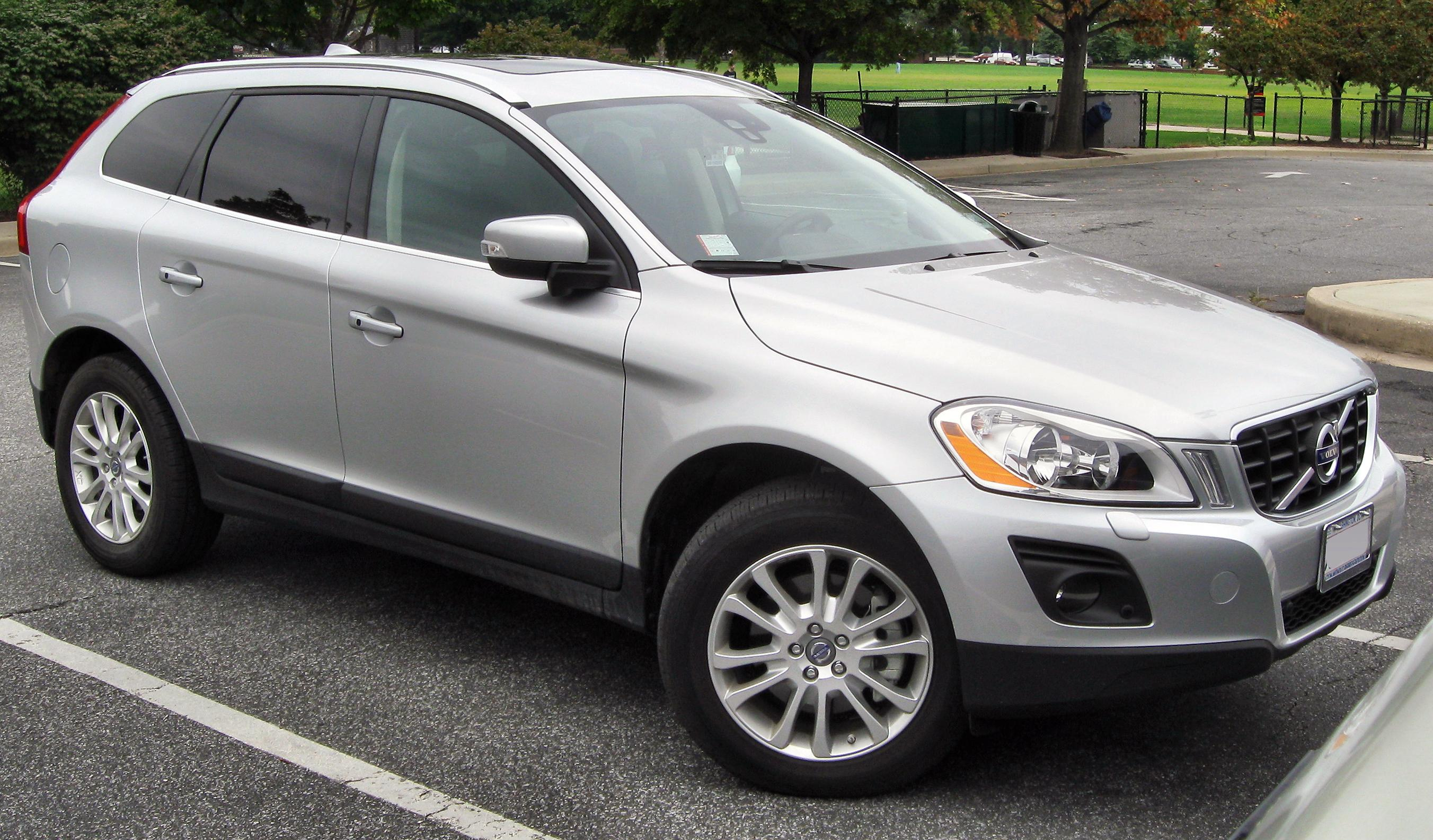
富豪XC70 自2010年

未显示：
- 北汽福田BJ1028 自2010年
- 北汽福田BJ1039 自2010年